# Ракитно (Брестская область)
Ракитно (бел. Ракі́тна) — деревня на юго-западе Беларуси. Населённый пункт находится в Лунинецком районе Брестской области, входит в состав Дворецкого сельсовета. Население — 754 человека (2019).

## География
Ракитно находится в 9 км к юго-востоку от города Лунинец. Местность принадлежит к бассейну Днепра, южнее деревни расположены обширные, частично мелиорированные болота со стоком в реку Припять. Местная дорога соединяет деревню с Лунинцом. Через Ракитно проходит ж/д магистраль Лунинец — Гомель, в деревне есть одноимённая ж/д платформа.

## История
До 11 августа 1980 года деревня входила в состав Язвинского сельсовета Лунинецкого района Пинской области.

## Культура
- Дом культуры
- Музей ГУО "Ракитненская базовая школа"

## Достопримечательности
- Могила жертв фашизма. Похоронены 83 жителя, расстрелянные в 1942 году оккупантами. В 1966 году установлен обелиск[5].
- Православный храм. Каменный храм построен в 1992 году на месте деревянной часовни 1801 года[6]

## Галерея

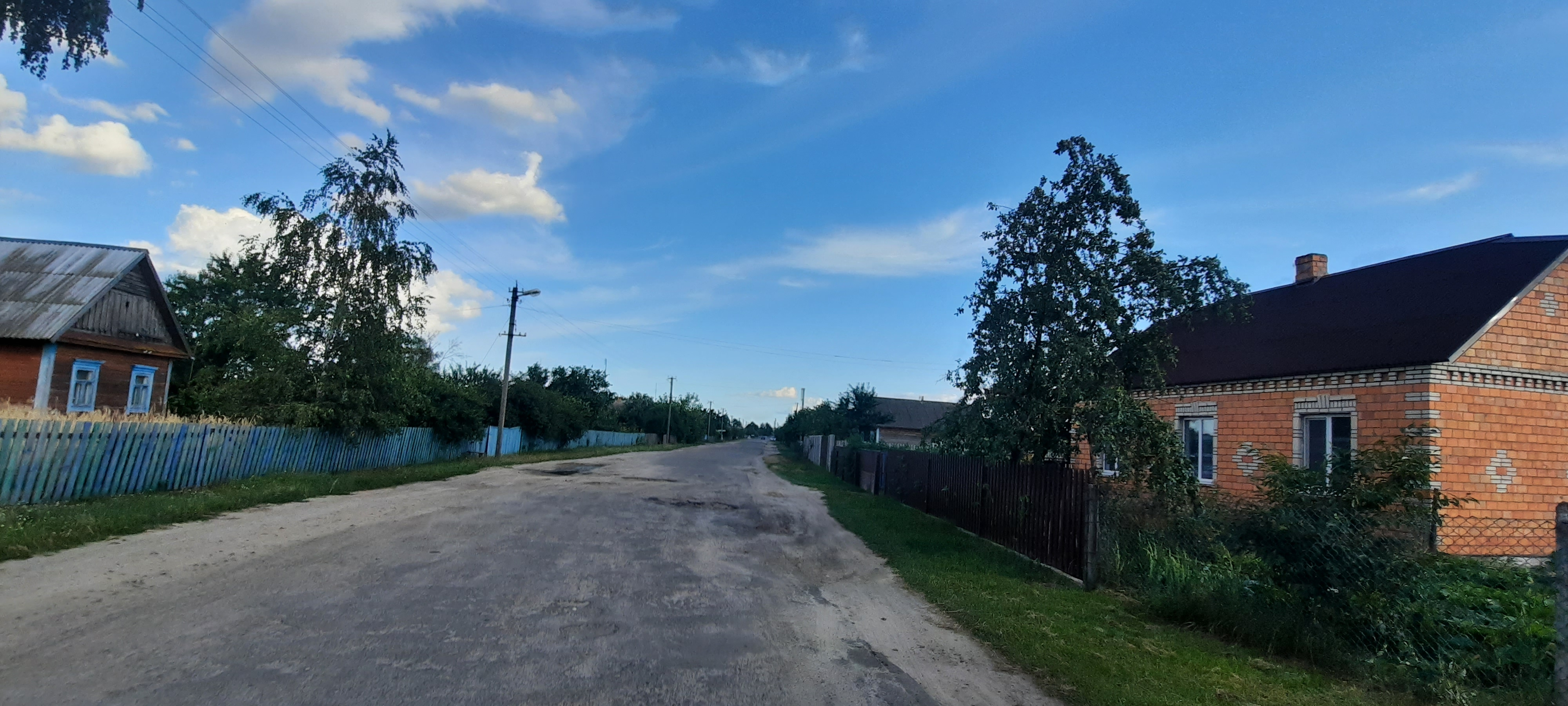
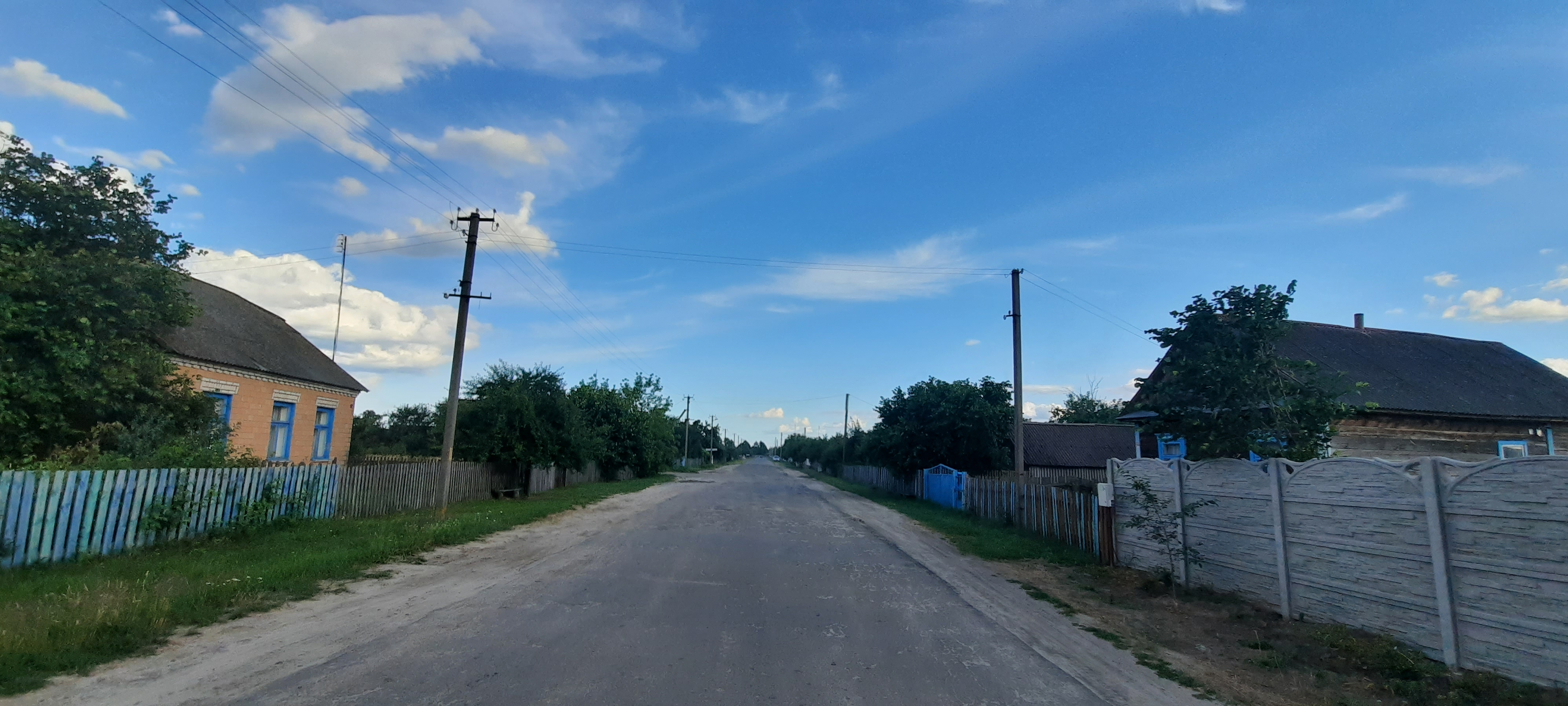
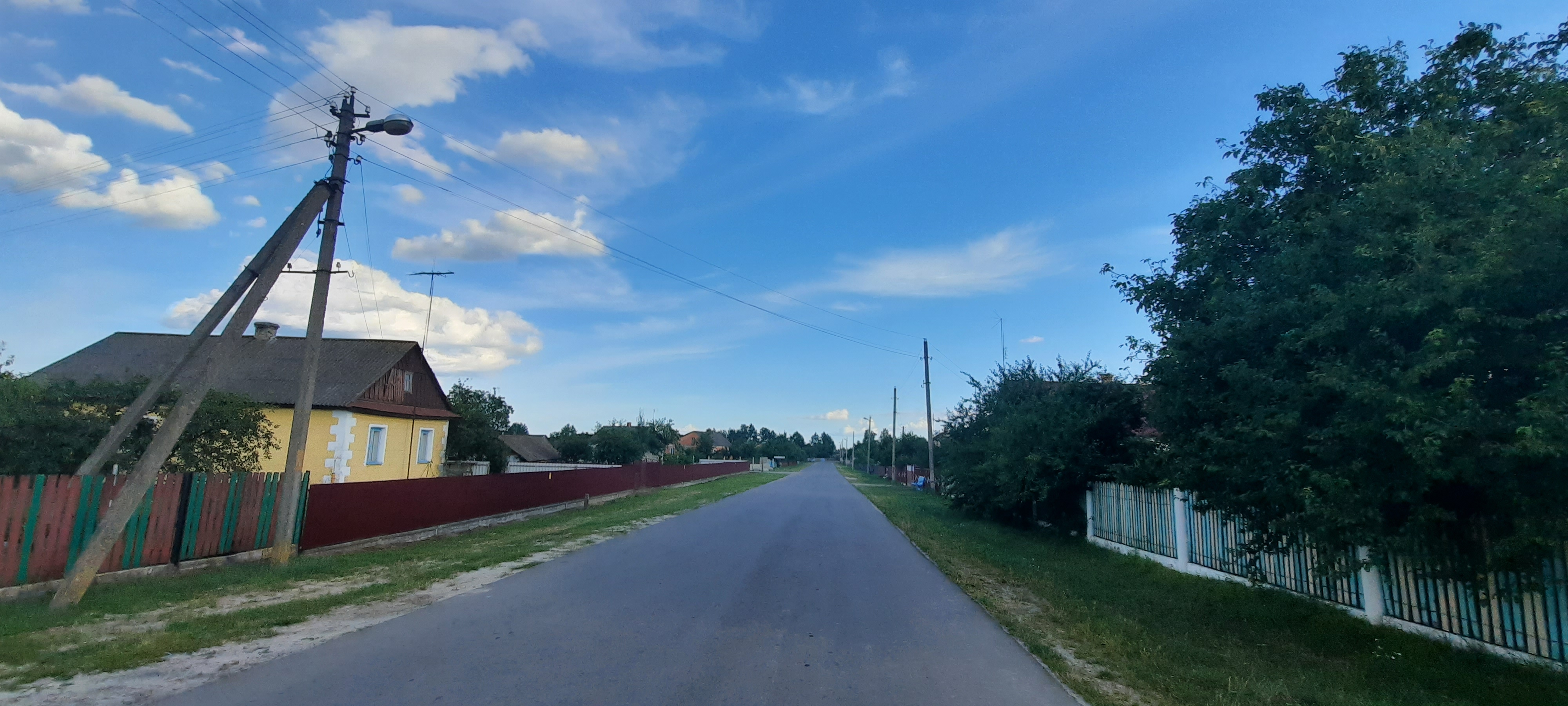
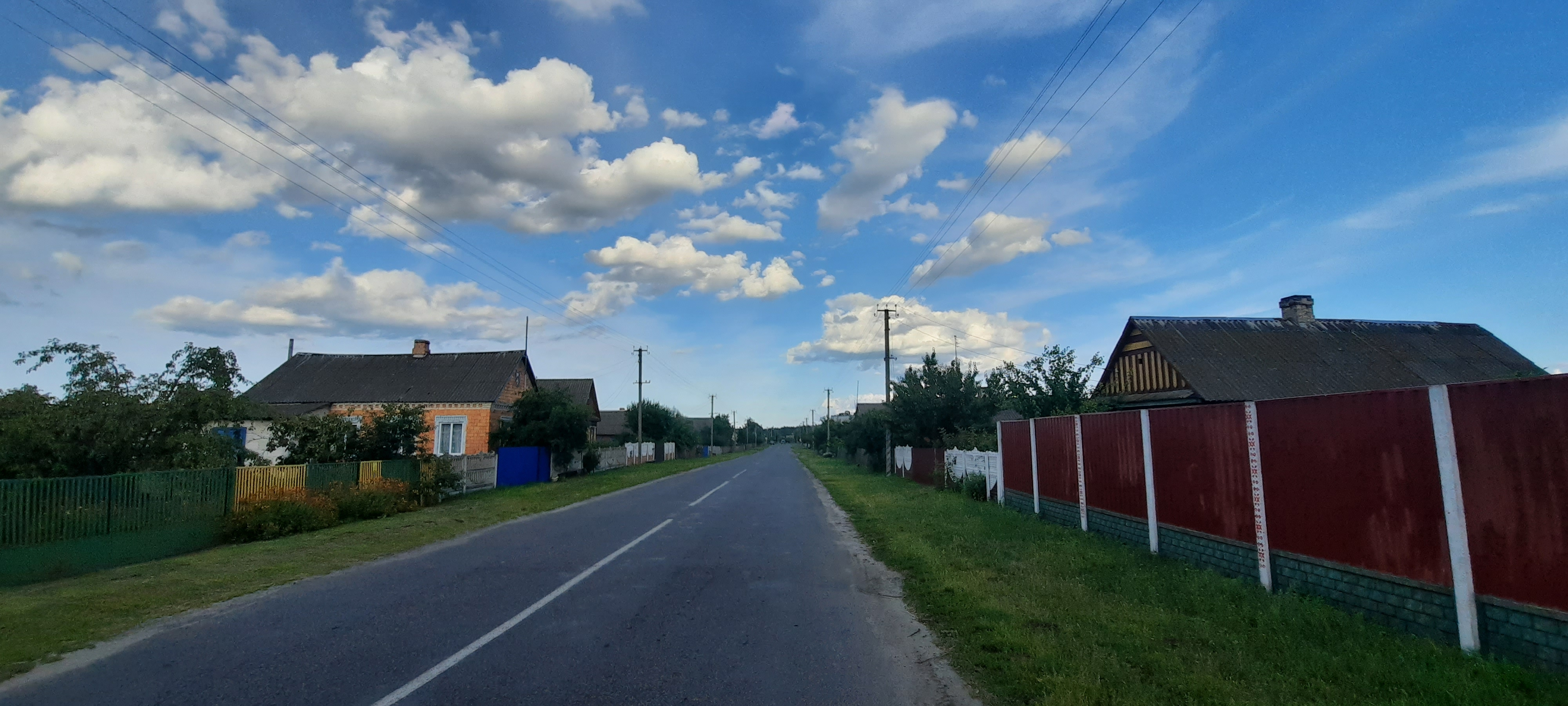
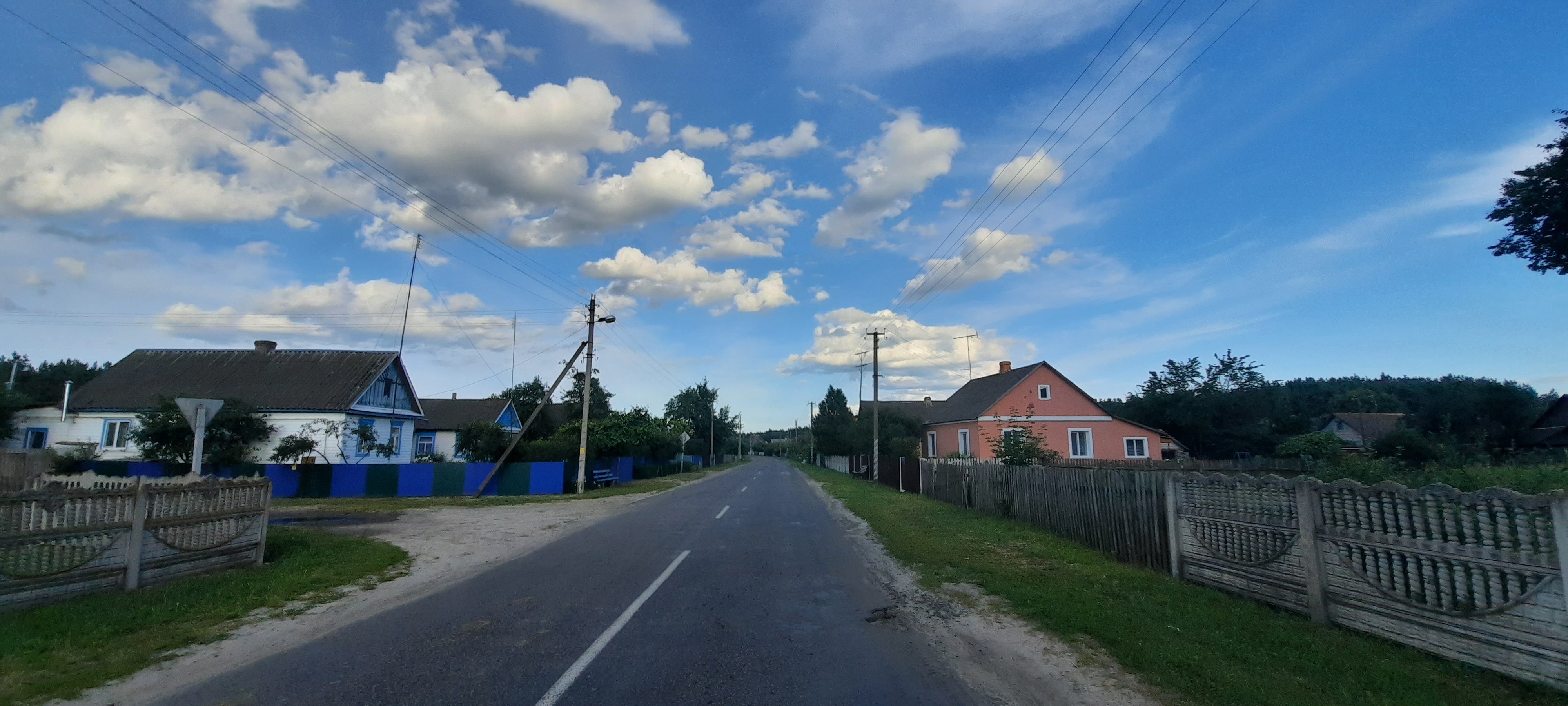
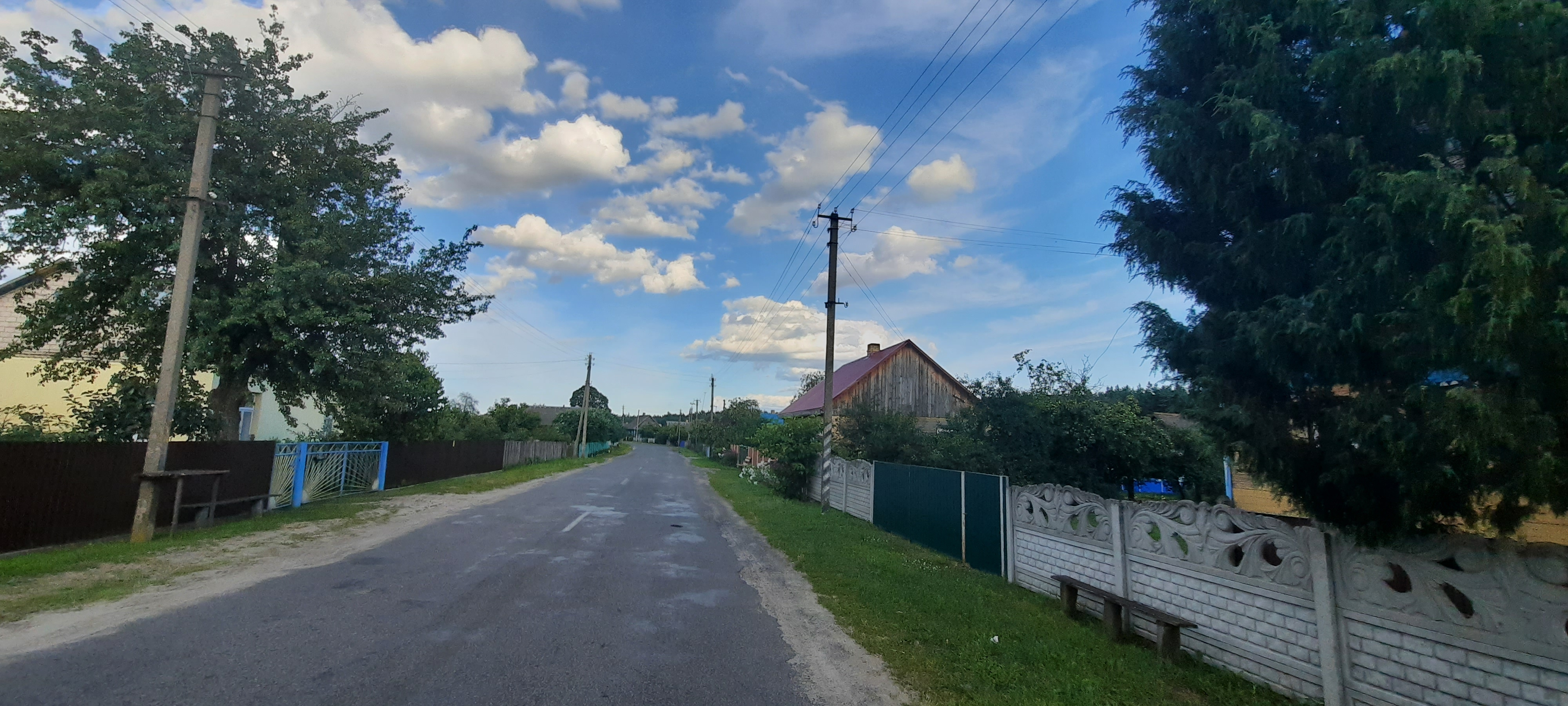